# 布里基斯 (阿肯色州)
布里基斯（英語：Brickeys）是位於美國阿肯色州李縣的一個非建制地區。該地的面積和人口皆未知。

## 地理
布里基斯的座標為34°51′38″N 90°35′32″W / 34.86056°N 90.59222°W，而該地的平均海拔高度為61米（即200英尺）。